# Kristen Michal
Kristen Michal, né le 12 juillet 1975 à Tallinn, est un homme politique estonien. Membre du Parti de la réforme (ERE) et plusieurs fois ministre, il est Premier ministre d'Estonie depuis le 23 juillet 2024.

## Formation
Kristen Michal termine ses études secondaires à Tallinn en 1993.
De 1994 à 1998, il étudie l'administration publique à l'université de Tallinn, mais il quitte l'université sans avoir obtenu de diplôme.
À partir de 2006, il poursuit des études de droit à l'université privée Akadeemia Nord à Tallinn. Il est diplômé de l'enseignement supérieur en 2009 et s'est inscrit en doctorat.

## Carrière politique

### Premières fonctions (1996-2003)
En 1996, Kristen Michal adhère au Parti réformiste estonien (Eesti Reformierakond, ERE), de tendance libérale.
Entre 1996 et 1999, il est le coordinateur des élus du Parti réformiste au sein du conseil municipal de Tallinn. De 1999 à 2001, il occupe les mêmes fonctions auprès du groupe parlementaire du Parti réformiste au Riigikogu.
Entre 2001 et 2002, il est chef de cabinet du ministre des Affaires régionales Toivo Asmer ; puis il devient en 2002 conseiller du Premier ministre Siim Kallas pour les affaires intérieures.
Il reste en parallèle membre suppléant du conseil municipal de Tallinn.

### Député et secrétaire général du Parti réformiste (2003-2011)
À partir d'avril 2003, Kristen Michal est secrétaire général du Parti réformiste estonien. Il quitte ses fonctions en avril 2011 pour entrer au gouvernement.
Lors des élections législatives de 2003, Kristen Michal est élu député au Riigikogu dans la deuxième circonscription. Il est membre du groupe parlementaire du Parti réformiste et participe aux commissions parlementaires des Affaires étrangères, de la Défense et des Affaires constitutionnelles.
Il est réélu lors des élections législatives de 2007, mais il démissionne pour se consacrer à ses fonctions de secrétaire général du Parti réformiste.

### Membre du gouvernement
Le 5 avril 2011, Kristen Michal est nommé ministre de la Justice dans le gouvernement Ansip III.
En juillet 2011, il déclare dans une tribune au quotidien Postimees que le processus législatif doit inclure « davantage d'analyse, de discussion et de participation citoyenne ».
Quelques jours plus tard, il affirme que le niveau de corruption est faible en Estonie, et impute ce succès au développement économique rapide du pays ainsi qu'à l'efficacité de la lutte contre la corruption menée par les autorités publiques. Il cite un sondage de 2010 selon lequel les citoyens estoniens sont plus nombreux à s'opposer aux pratiques de corruption que lors de la précédente enquête en 2006. Kristen Michal annonce une consultation publique afin de rédiger une nouvelle loi anti-corruption.
Il remet sa démission le 10 décembre 2012 et cède son poste au ministre des Affaires sociales, Hanno Pevkur.
Le 9 avril 2015, il est nommé ministre des Affaires économiques et des Infrastructures.
Le 17 avril 2023, il est nommé ministre du Climat et de l'Environnement dans le gouvernement Kaja Kallas III.

### Premier ministre
Kristen Michal est désigné nouveau Premier ministre par le Parti de la réforme le 15 juillet 2024 pour remplacer Kaja Kallas, démissionnaire après sa nomination par le Conseil européen comme nouvelle haute représentante de l'Union pour les affaires étrangères et la politique de sécurité, à la suite des élections européennes de juin 2024. Le lendemain 16 juillet, il est officiellement chargé de former le nouveau gouvernement par le président Alar Karis.
La candidature de Michal est approuvée par le Parlement le 22 juillet, après son approbation par le président de la République. Il prête serment devant le Riigikogu et entre officiellement en fonction avec le nouveau gouvernement le lendemain 23 juillet. Kristen Michal succède également à Kaja Kallas comme président du parti le 8 septembre suivant.
Le 10 mars 2025, il annonce un remaniement ministériel en excluant les sociaux-démocrates de la coalition de gouvernement. Michal demande au président de destituer les ministres du parti le 11 mars. Il déclare que la coalition restante, avec Estonie 200, a l'intention de se déplacer vers la droite et d'abandonner plusieurs hausses d'impôts et augmentations de salaires.

## Vie privée
Kristen Michal vit en union libre avec Evelin Oras, conseillère politique, et a trois enfants.